# Carolina Michaëlis de Vasconcelos
Carolina Michaëlis de Vasconcelos (Berlín (aleshores formava part de Prússia), 15 de març de 1851 - Porto, 18 de novembre de 1925) fou una romanista germano-portuguesa, una de les figures més rellevants per a la filologia portuguesa.

## Vida i obra
Carolina Michaelis fou la darrera dels cinc fills del matemàtic Gustav Michaelis. Feu estudis primaris i secundaris però aleshores no estava permès l'accés a la Universitat a les dones, cosa que la dugué a una formació autodidacta en filologia clàssica i romànica i també amb el romanista amic de la família Carl Goldbeck. Des de ben jove va començar a publicar els primers treballs i a intercanviar correspondència amb els romanistes més prestigiosos del moment com Graziadio Isaia Ascoli, Gaston Paris, Adolf Mussafia, Hugo Schuchardt o Friedrich Diez. Va conèixer el seu futur marit també a través de la correspondència sobre temes filològics.
El 1876 es va casar a Berlín amb Joaquim António da Fonseca Vasconcelos, que seria el futur fundador de la història de l'art portuguesa, i es va traslladar a viure a Porto. Allà desenvolupà una important labor filològica, publicant articles i editant textos. És important l'edició del Cancioneiro da Ajuda però treballà sobre molts altres temes, filològics, literaris i també lingüístics, sobretot de temàtica portuguesa però també espanyola.
El 1911 va ser nomenada professora de la Faculdade de Letras de la Universitat de Lisboa. Però va demanar de traslladar-se a Coimbra (la universitat més antiga de Portugal), ja que tenia els lligams familiars a Porto. Va ser la primera dona professora de filologia portuguesa i germànica. El seu nomenament el 1912 a l'Academia de Ciências de Lisboa fou objecte de polèmica pel fet de ser dona.
A més de la tasca filològica es preocupà de l'educació infantil i de l'educació de les dones.

## Reconeixements
En vida, Carolina Michaëlis rebé tres doctorats honoris causa; per les universitats de Friburg de Brisgòvia (1893), Coïmbra (1916) i Hamburg (1923). Se li concedí la insignia d'oficial de la Ordem de Santiago da Espada portuguesa el 1901.
Després de la seva mort, es posà el seu nom a diversos carrers i escoles. També a Porto una estació de metro porta el seu nom. Amb motiu del 150è aniversari del seu naixement, s'edità un segell de correus a Portugal.

## Publicacions
- Poesias de Sá de Miranda, 1885
- História da Literatura Portuguesa, 1897
- A Infanta D. Maria de Portugal e as suas Damas (1521-1577), 1902
- Cancioneiro da Ajuda (2 volums), 1904
- Dicionário Etimológico das Línguas Hispânicas
- Estudos sobre o Romanceiro Peninsular: Romances Velhos em Portugal
- As Cem Melhores Poesias Líricas da Língua Portuguesa, 1914
- A Saudade Portuguesa, 1914
- Notas Vicentinas: Preliminares de uma Edição Crítica das Obras de Gil Vicente, 1920-1922
- Autos Portugueses de Gil Vicente y de la Escuela Vicentina, 1922
- Mil Provérbios Portugueses